# Перемышлянская городская община
Перемышлянская городская общи́на (укр. Перемишлянська міська громада) — территориальная община во Львовском районе Львовской области Украины.
Административный центр — город Перемышляны.
Население составляет 24 064 человека. Площадь — 576,4 км².

## Населённые пункты
В состав общины входит 1 город (Перемышляны) и 58 сёл:
- Бачев
- Белое
- Белка
- Болотня
- Боршив
- Брыкун
- Брюховичи
- Выписки
- Вишневчик
- Волков
- Ганачевка
- Гуральня
- Добряничи
- Дунаев
- Дусанов
- Заставки-Яблонов
- Затёмное
- Ивановка
- Каменная
- Кимир
- Кореличи
- Коросно
- Костенев
- Кузубатица
- Курный
- Кучеровка
- Лагодов
- Ладанцы
- Липовцы
- Лони
- Лоновка
- Малый Полюхов
- Мерещев
- Неделиска
- Новосёлки
- Осталовичи
- Подсмереки
- Плеников
- Плетеничи
- Плоская
- Пнятин
- Подусов
- Подусельна
- Прибынь
- Ровная
- Рассохи
- Рубче
- Сивороги
- Смерековка
- Станимир
- Терновка
- Тучное
- Унив
- Утеховичи
- Ушковичи
- Хомина
- Чемеринцы
- Чуперносов